# Gilda Radner
Gilda Susan Radner (Detroit, Míchigan, 28 de junio de 1946 - Los Ángeles, California, 20 de mayo de 1989), conocida como Gilda Radner, fue una comediante y actriz estadounidense de origen judío, recordada principalmente por sus cinco años como parte del reparto original de la serie de sketches estadounidense de la NBC Saturday Night Live. Radner utilizó su identidad judía como elemento esencial de su incisivo humor, y su muerte temprana, a los 42 años, por un cáncer de ovario, conmocionó a los Estados Unidos.

## Biografía
Nacida en el seno de una próspera familia judía de Detroit, cursó estudios en la Universidad de Míchigan, aunque no llegó a graduarse.
Se inició en radio en Ann Arbor y luego en teatro en Toronto en la comedia musical Godspell trabajando luego en una troupe experimental con John Belushi, Dan Aykroyd y Bill Murray. Radner se mudó a Nueva York en 1973, trabajando en el The National Lampoon Show que dio origen a Saturday Night Live en 1975 donde trabajó hasta 1980.
Una de las figuras puntales del legendario show televisivo SNL, Radner se hizo famosa imitando a la periodista Barbara Walters con el personaje Barbara Wawa. Otros famosos personajes que creó fueron Emily Litella, la odiosa Roseanne Roseannadanna y Lisa Loopner.
En 1979 debutó en Broadway con el show Gilda Radner Live from New York, donde conoció a su primer marido, G.E.Smith, el director de la banda y guitarrista del espectáculo, se casaron en 1980.
En 1982 se divorciaron y ella se casó en 1984 con Gene Wilder en el sur de Francia. En 1986 fue diagnosticada con cáncer de ovarios y entre tratamientos escribió un libro sobre esta experiencia, It's Always Something, que fue llevado a la pantalla televisiva en 2002 interpretado por Jami Gertz.
Su prematura muerte a los 42 años por cáncer de ovario ha ayudado a aumentar la conciencia pública sobre la enfermedad y la necesidad de la detección temprana y el correcto tratamiento. Su esposo Wilder, que la acompañó en su lecho de muerte, escribió un libro dedicado a ella: Gilda's Disease.

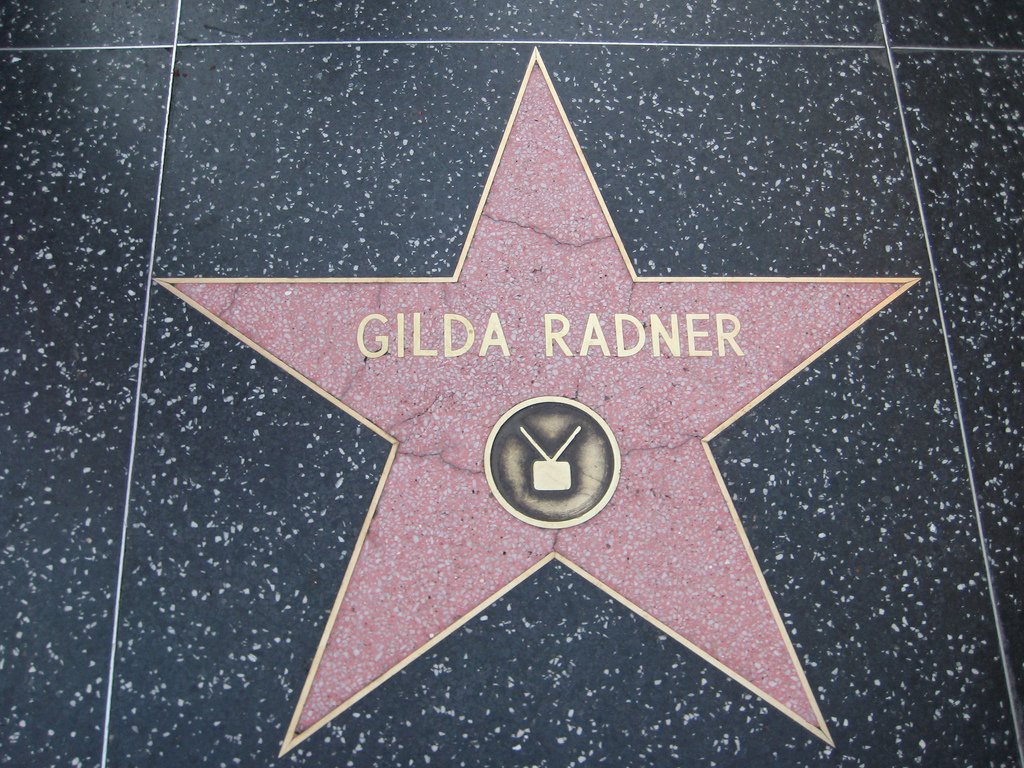
Estrella de Radner en el Salón de la Fama.

## Premios y honores
Ganó un Premio Emmy en 1977 y un Premio Grammy póstumo en 1990.
En 1992 fue incluida en el Michigan Women Hall of Fame y con una estrella en 2003 en el Paseo de la Fama de Hollywood.
Una calle de Toronto y otra de Nueva York llevan su nombre.

## Filmografía

### Cine
| Año  | Película                 | Papel                          | Notas                            |
| ---- | ------------------------ | ------------------------------ | -------------------------------- |
| 1973 | El último deber          | Miembro de Nichiren Shōshū     |                                  |
| 1979 | Mr. Mike's Mondo Video   | Ella misma                     |                                  |
| 1980 | Gilda Live               | Ella misma / Varios personajes | También escritora                |
| 1980 | First Family             | Gloria Link                    |                                  |
| 1982 | Hanky Panky              | Kate Hellman                   |                                  |
| 1982 | It Came from Hollywood   | Ella misma                     |                                  |
| 1984 | The Woman in Red         | Ms. Milner                     |                                  |
| 1985 | Movers & Shakers         | Livia Machado                  |                                  |
| 1986 | Terrorífica luna de miel | Vickie Pearle                  |                                  |
| 2018 | Love, Gilda              | Ella misma                     | Documental (imágenes de archivo) |

### Televisión
| Año       | Título                           | Papel                          | Notas                            |
| --------- | -------------------------------- | ------------------------------ | -------------------------------- |
| 1974      | Jack: A Flash Fantasy            | Jill of Hearts                 |                                  |
| 1974      | The Gift of Winter               | Nicely / Malicious / Narradora | Voz                              |
| 1974-1975 | Dr. Zonk and the Zunkins         |                                | Voz                              |
| 1975-1980 | Saturday Night Live              | Varios personajes              | 107 episodios, también escritora |
| 1978      | El Show de los Muppets           | Ella misma                     | 1 episodio                       |
| 1978      | Witch's Night Out                | Bruja                          | Voz                              |
| 1978      | All You Need Is Cash             | Mrs. Emily Pules               | Película de televisión, cameo    |
| 1979      | Bob & Ray, Jane, Laraine & Gilda | Ella misma                     |                                  |
| 1980      | Animalympics                     | Varios personajes              | Película de televisión, voz      |
| 1985      | Reading Rainbow                  | Ella misma                     | Voz                              |
| 1988      | It's Garry Shandling's Show      | Ella misma                     | 1 episodio                       |

## Libros
- Radner, Gilda. It's Always Something - ISBN 978-0-380-81322-3
- WIlder, Gene.Gilda's Disease: Sharing Personal Experiences and a Medical Perspective on Ovarian Cancer - ISBN 978-0-7679-0138-3